# Radio chrétienne francophone
La Radio chrétienne francophone (RCF) è un gruppo di emittenti radiofoniche cristiane di lingua francese, fondato nel 1986 a Lione.
È formato da una rete di stazioni radio locali, che riescono a coprire l'intero territorio francese, mediante trasmissioni in un ampio spettro di frequenze della banda FM. 

RCF trasmette anche in Belgio sulla banda FM, ed è ricevuta in tutta Europa via satellite.
Nel 2015, RCF ha orientato la sua linea editoriale attorno alla gioia, rinnovando la propria identità visiva, la tecnica sonora, il palinsesto e il sito Web, che consente l'ascolto in streaming o tramite podcast. Secondo l'autorità francese della libertà nel telecomunicazioni audiovisive (il Conseil supérieur de l'audiovisuel, CSA), il pubblico è complessivamente aumentato dell'11% fra il 2015 e il 2017, raggiungendo i 3 milioni di ascoltatori.
Nel 2019, RCF ha ricevuto dalla CSA l'autorizzazione per trasmettere in Belgio la nuova emittente radio 1RCF nello standard DAB +, successore dell'FM, che andrà a servire tutto il Belgio francofono..

## Storia
La radio fu creata nel 1986 su impulso della Conferenza episcopale francese, a seguito della visita di Giovanni Paolo II nel Paese d'Oltralpe. La radio inizia le proprie attività con trasmettitore radio preso a noleggio da TDF e impiantato sulla cima del Mont Pilat, mentre Radio Fourvière, emittente della diocesi di Lione creata quattro anni prima, le mette a disposizione il resto dei mezzi tecnici necessari.
All'iniziativa della diocesi di Lione, dopo pochi giorni si uniscono le diocesi di Saint-Étienne, Grenoble, di Annecypoi e di Aubenas. Nel 1988, tutte le prefetture della regione Rodano-Alpi possiedono la loro stazione radio locale.
Nel 1990, i vescovi francesi decisero di creare un unico fornitore di programmi per la radio cristiana, avviando il progetto di Radio Fourvière che fu preferito a quello di Radio Notre-Dame. Sei anni più tardi, Fourvière FM cambiò nome in RCF (Radio chrétienne francophone, radio cristiane di lingua francese), che iniziò ad essere udito in tutte le stazioni locali. 
Sempre nel '96, vengono lanciate le prime due radio locali in Belgio: la radio di Bastogne a gennaio, seguita da quella Bruxelles il mese successivo. Conseguita la copertura radiofonica del Belgio, l'acronimo RCF fu associato dalla dicitura  Radios chrétiennes en France ("stazioni radio cristiane in Francia") a quella di Radios chrétiennes francophones ("stazioni radio cristiane di lingua francese", con le iniziali minuscole) ed infine a  Radio Chrétienne Francophone (con le tre iniziali maiuscole).
Nel 2001, il fondatore di RCF, padre Emmanuel Payen, lasciò la direzione e fu sostituito da Emmanuel Jouss..

## Identità
Dopo 20 anni di logo storico nel quale era visibile la scritta Radios chrétiennes en France (dal 1991 al 2011), a gennaio del 2015 esordì il logo attuale che riporta la più semplice dicitura Radio al di sotto di RCF.
Il motto associato al logo ebbe la seguente evoluzione:
- dal 1991 al 2011: La radio dans l'âme  ("La radio nell'anima");
- dal 2011 al 2015: Branchez-vous sur l'essentiel ("Connettiti all'essenziale");
- dal 2015: La joie se partage ("La gioia si condivide").[6][7]

RCF è composta da 64 stazioni radio locali, che trasmettono in Francia e Belgio, su 270 intervalli di frequenza della banda FM.
È la prima rete radio associativa in Francia, alla quale collaborano 300 dipendenti e 3 000 volontari, dei quali 180 risiedono in Belgio..
Le emittenti dispongono di una redazione nazionale e un team di giornalisti in ciascuna delle emittenti affiliate all'associazione. La nuova linea editoriale decide di promuovere i programmi di servizio, promuovendo la solidarietà e l'impegno sociale, la programmazione spirituale e religiosa.
La rete è finanziata con 4 mezzi: donazioni, diocesi, fondi FSER e partenariati/ patrocinii.
L'incidenza percentuale di questo mix di fonti di finanziamento varia da un'emittente all'altra: ad esempio, a febbraio del 2012. le entrate della RCF di Lione erano supportata al 70% dalle offerte private dei suoi ascoltatori, per il 7% dalla diocesi locale, per il 3% dal Ministero della Cultura e per il restante 20% dalla pubblicità.
Le reti francesi trasmettono quattro ore di programmazione locale ogni giorno, che aumentano a 17 ore in Belgio, mandate in onda secondo le prescrizioni tecniche della CSA.

Le trasmissioni sono suddivise in cinque aree tematiche: mattina, notizie, cultura, spiritualità, vita quotidiana.. RCF ritrasmette anche il giornale in lingua francese di Radio Vaticana.